# إغوانا صخرية
الإغوانا الصخرية (الاسم العلمي: Cyclura rileyi) أو الإغوانا الصخرية البهامية (بالإنجليزية: Bahamian rock iguana) أو إغوانا سان سلفادور الصخرية (بالإنجليزية: San Salvador rock iguana) هي نوع من السحالي المهددة بخطر أقصى للإنقراض من العائلة الإغوانية.
هذا النوع موطنه الأصلي ثلاث مجموعات جزر في جزر البهاما، وهو آخذ في التناقص بسبب تعدي الإنسان على موطنه الأصلي وافتراس الكلاب والقطط البرية. هناك ثلاثة أنواع فرعية:
- إغوانا جزيرة واتلينغ (Cyclura rileyi nuchalis)
- إغوانا الكاية البيضاء (Cyclura rileyi cristata)
- النوع الفرعي الاسمي (Cyclura rileyi rileyi).

وقد ظهرت صورة الإغوانا الصخرية على ظهر ورقة نقدية تذكارية قيمتها دولار بهامي واحد أصدرت عام 1992.